# Animal de companie

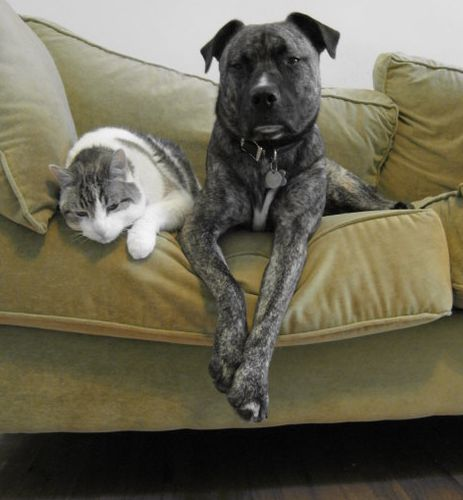
Un câine și o pisică împart canapeaua stăpânului

Animalele de companie sunt animalele domestice pe care omul le întreține și le îngrijește în preajma căminului pentru a comunica și pentru a primi emoții pozitive. De obicei manifestă o atitudine tolerantă față de om. Prin aceasta se deosebesc de animalele de gospodărie, întreținute în mod special pentru munca fizică depusă și bunurile alimentare și materiale furnizate.
Cele mai cunoscute animale de companie sunt câinii și pisicile. O răspândire mai modestă o au păsările (de obicei papagali, canari, porumbei), rozătoarele și peștii. Se consideră animale de companie exotice reptilele (broaște țestoase terestre, șopârle, șerpi) și unele specii de arahnide.
Unele animale de gospodărie pot fi considerate animale de companie. Printre acestea se numără calul, măgarul, și porcul.
Unii savanți, eticieni și organizațiile pentru drepturile animalelor și-au exprimat îngrijorarea față de păstrarea animalelor de companie din cauza lipsei de autonomie și obiectivizare a animalelor ne-umane.

## Istoric
Animalele de companie au devenit parte din civilizația umană de ceva timp. În special, câinii în epoca de piatră au devenit tovarăși a vânătorilor. Pisica (conform datelor disponibile) a fost animal domestic acum aproximativ 9500 de ani. În același timp, calul și cămila erau domesticite.
Cele mai vechi rase de câini care au fost crescuți ca animale de companie includ 14 rase. De exemplu, potrivit studiilor genetice, vârsta evoluționistă a Pechinez este de aproximativ 2000 de ani, rămășițele Akita Inu datează de la aproximativ două mii î.Hr. e., iar imaginile lui Saluki datează din jurul anului 3500 î.Hr. e.

## Efecte asupra sănătății animalelor de companie
Menținerea animalelor ca animale de companie poate fi dăunătoare pentru sănătatea lor dacă nu sunt îndeplinite anumite cerințe. O problemă importantă este alimentația necorespunzătoare, care poate produce efecte clinice. Consumul de ciocolată sau struguri de către câini, de exemplu, se poate dovedi fatal.
Anumite specii de plante de cameră pot dovedi toxice dacă sunt consumate de animale de companie. Exemplele includ filodendroni și crini de Paști (care pot provoca leziuni grave la pisici) și poinsettias, begonia și aloe vera (care pot balona sau, în cazuri extreme, pot ucide câini).
Emoțiile, în special câinii și pisicile din societățile industrializate, sunt, de asemenea, extrem de sensibile la obezitate. Animalele supraponderale s-au dovedit a fi la un risc mai mare de a dezvolta diabetul, probleme hepatice, dureri articulare, insuficiență renală și cancer. Lipsa exercițiilor fizice și a hranei calorice sunt considerate a fi principalii contribuitori la obezitatea animalelor de companie.

## Animale salbatice
Animalele sălbatice sunt ținute ca animale de companie. Termenul "sălbatic" în acest context se aplică în mod specific oricărei specii de animale care nu au suferit o schimbare fundamentală a comportamentului pentru a facilita o coexistență strânsă cu oamenii. Unele specii enumerate aici pot fi crescute în captivitate pentru o perioadă considerabilă de timp, dar încă nu sunt recunoscute ca fiind domesticite.
În general, animalele sălbatice sunt recunoscute ca necorespunzătoare pentru a fi păstrate ca animale de companie, iar această practică este complet interzisă în multe locuri. În alte zone, anumite specii pot fi păstrate și, de obicei, este necesar ca proprietarul să obțină un permis. Se consideră că cruzimea animalelor de către unii, cel mai adesea animalele sălbatice, necesită o îngrijire precisă și constantă, care este foarte dificil de îndeplinit în condiții de captivitate. Multe animale mari și instinctiv agresive sunt extrem de periculoase și de multe ori i-au ucis pe cei care le dresează.